# Jacques Souplet
Jacques Souplet, né le 26 février 1921 à Rennes et mort le 21 octobre 2007 dans le 15ème arrondissement de Paris, est une personnalité française du monde de la musique.
Au cours de près de 50 ans de carrière, il fut notamment directeur général des Disques Barclay, Président-directeur général de CBS Disques, de Warner Filipacchi Vidéo puis de Film Office. Il fut également tout à tour président de la Cogedep, vice-président de la Fédération nationale de la musique, président du Snicop (aujourd'hui SNEP) et du GIEEV (aujourd'hui Syndicat des éditeurs vidéo), cofondateur de l'enseigne de magasins Nuggets.
Cofondateur avec Eddie Barclay de la revue musicale Jazz Magazine, il participa aussi au magazine Jazz Hot. Il créa aux côtés de Jacques Hébey, le Festival de jazz d'Antibes Juan-les-Pins (voir Jazz à Juan).

## Source
- Jacques Souplet, décès d'un grand de l'entertainment, Le Journal des loisirs interactifs, octobre 2007